# Gold Pokal 1984 (Das ‚Millionending‘)
Das „Millionending“ war in der Presse die Bezeichnung des am höchsten dotierten Trabrennens, das jemals auf der Trabrennbahn Gelsenkirchen ausgetragen wurde.

## Vorgeschichte
Nachdem es bereits einen Monat zuvor im Traber St.Leger um 500.000 DM gegangen war, betitelte der Herausgeber der Fachzeitschrift HEAT den Westdeutschen Jugend-Preis als das ‚Millionending‘. 47 Nennungen stellten den Veranstalter vor ein Problem, sodass neben dem Hauptereignis zusätzlich zwei Entlastungsrennen ins Rahmenprogramm aufgenommen wurden. 25 Teilnehmer mussten ausweichen und gingen in zwei Abteilungen in den mit jeweils 63.000 DM dotierten Westdeutschen Jugend-Preis.
Am 14. Oktober 1984 wurde das Megaereignis durchgeführt. Im ersten Entlastungsrennen gingen 12 Pferde an den Start. Überlegen gewann die Stute Holsatia zum Toto von 24:10, trainiert und gefahren von Willi Rode. Den zweiten Platz sicherte sich Horst Bandemer mit der Stute Heitere, das dritte Geld ging an Ceruantes mit Willi Roth im Sulky. Die Kilometerzeit der Siegerin betrug 1 min 20,3 s.
Im zweiten Entlastungsrennen kamen 13 Pferde an den Start. Es siegte Quiberon in einer Kilometerzeit von 1 min. 20,5 s, trainiert und gesteuert von Willi Roth. Als zweites Pferd kam Fallon Rouge mit Dieter Oppoli mit einem Abstand von vier Längen über die Ziellinie. Drittes Pferd war Oriente. Der Siegtoto zahlte für Quiberon 52:10.
Beide Entlastungsrennen hatten dieselbe Werteverteilung mit 24.000 DM für den Sieger und 12.000 – 7.000 – 6.000 – 5.000 – 4.000 – 3.000 und 2.000 DM für die folgenden Platzierungen. Die Renndistanz betrug 1.609 Meter.

## Rennverlauf
Nach einer Nichtstarternennung gingen im Hauptereignis 21 Pferde an den Start. Favorisiert war der vielmalige Zuchtrennsieger und somit Jahrgangsbeste Diamond Way, welcher per Losentscheid die Programmnummer 19 trug und somit aus der zweiten Reihe starten musste. Trotz dieses Handicaps ging Diamond Way unter Champion Heinz Wewering zum Toto von 32:10 ins Rennen. Um 16:42 Uhr startete das Rennen der Rennen.
Durch besondere Fairness zeichnete sich Horst Bandemer aus, der während des Rennverlaufs auf der Gegenseite den in Front angaloppierenden Kambio ohne zu zögern auf die innere Rasenbegrenzung zog, um den Verfolgern den Weg frei zu machen. In der Zielgeraden verteilte sich das große Feld über die Breite der gesamten Bahn. Das Rennen in äußerer Spur verlangte vom Favorit seinen Tribut. Rolf Dautzenberg steuerte die Stute Ivona Girl in einer Kilometerzeit von 1 min 20,2 s als 272:10 Außenseiter als erstes Pferd über die Ziellinie. Mit einer Länge Abstand erreichte der Favorit Diamond Way vor Doxy Speed und Indian Girl die Linie.
Champion Heinz Wewering konnte sich damit trösten, dass er Trainer der beiden besten Zweijährigen dieses Jahrgangs war und somit eine dreiviertel Million Mark aus dem ‚Millionending‘ für seine Besitzer einfuhr.
Die Wertverteilung im ‚Millionending‘ war mit 500.000 – 250.000 – 120.000 – 80.000 – 50.000 DM festgelegt. Die Renndistanz betrug auch hier eine Meile. Alle Rennen wurden durch Autostart gestartet.

## Nachgang
Gelsentrab-Präsident Friedrich Sickendiek übergab den Goldpokal und somit 500.000 DM Preisgeld an Frederik Maarsen, dessen Vater bereits den Stall Amsterdam gegründet hatte.
Mit rund 177.000 DM floss im ‚Millionending‘ eine beachtliche Summe durch die Wettkassen. Die Zahlenkombination 12 – 19 – 6 zahlte in der Dreierwette stolze 33.704 DM für 10 Mark Einsatz.
Nach dem ‚Millionending‘ waren die Dotierungen im Durchschnitt rückläufig. Eine Dotierung von einer Million D-Mark wurde nie wieder erreicht. Am 23. September 2012 wurde in Gelsenkirchen im Grand Prix de’l Uet (Europa-Derby der Vierjährigen) noch einmal um 400.000 € getrabt.